# Łąka Prudnicka
Łąka Prudnicka (česky Louka Prudnicka, německy Gräflich Wiese) je ves v jižním Polsku, v Opolském vojvodství, v okrese Prudník, ve gmině Prudník.

## Geografie
Ves leží v Opavské pahorkatině u úpatí Zlatohorské vrchoviny. Přes ves protéká řeka Zlatý potok (polsky Złoty Potok), levý přítok Prudníka.
K sołectwu (starostenství, šoltyství) Łąka Prudnicka patří Chocim.

## Historie

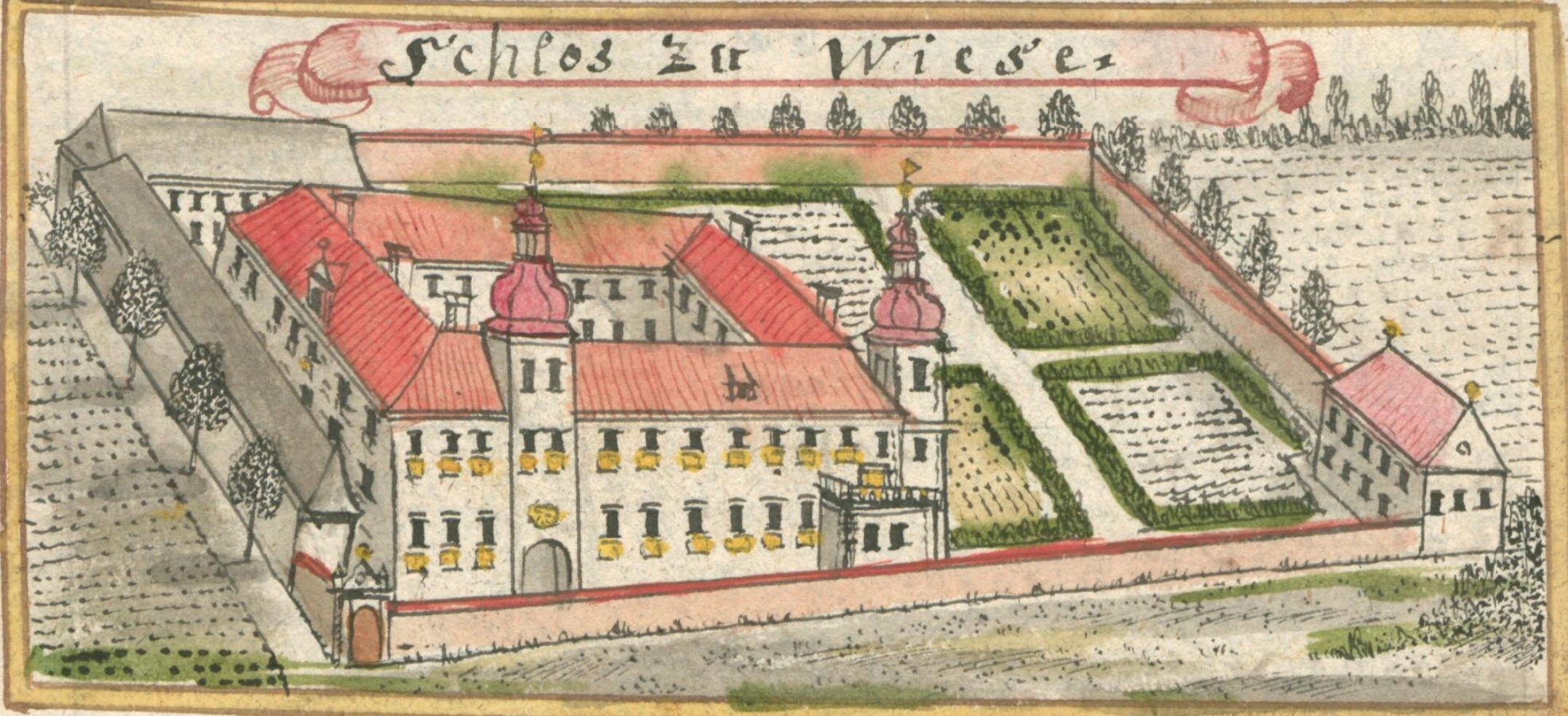
zámek v Louce Prudnické v XVIII. století

Vesnice byla založena ve druhé polovině XIII. století.
V roce 1592 Metychové z Čečova získali zámek v Łące Prudnické, který se stal centrem jejich panství. V té době vlastnili také několik vesnic v okolí Prudníku, Louky Prudnické, Moszczanky, Niemysłowic, Klisiny, Malých Štibořic, Piorunkowic, Wierzbcy a část Rudičky.
Anna a Marie z Metychu v roce 1829 prodaly své zadlužené panství manželce generálu von Colomba, včetně zboží v Louce Prudnické, Nemyslovicích, Spáleném Dvoře a Chotimi.
Po válkách o rakouské dědictví (1740–1748) připadla vesnice Prusku, po druhé. světové válce se stalo součástí Polska.

## Vývoj počtu obyvatel
| Rok  | Počet obyvatel |
| ---- | -------------- |
| 1885 | 2025           |
| 1900 | 2085           |
| 1933 | 2226           |
| 1939 | 2105           |
| 1940 | 2121           |

| Rok  | Počet obyvatel |
| ---- | -------------- |
| 1998 | 1229           |
| 2002 | 1317           |
| 2009 | 1265           |
| 2011 | 1269           |
| 2019 | 1292           |

## Doprava
Vesnicí prochází silnice 1. třídy č. 40 (DK40).

## Památky
- kaple z XIX. století
- zámek
- park

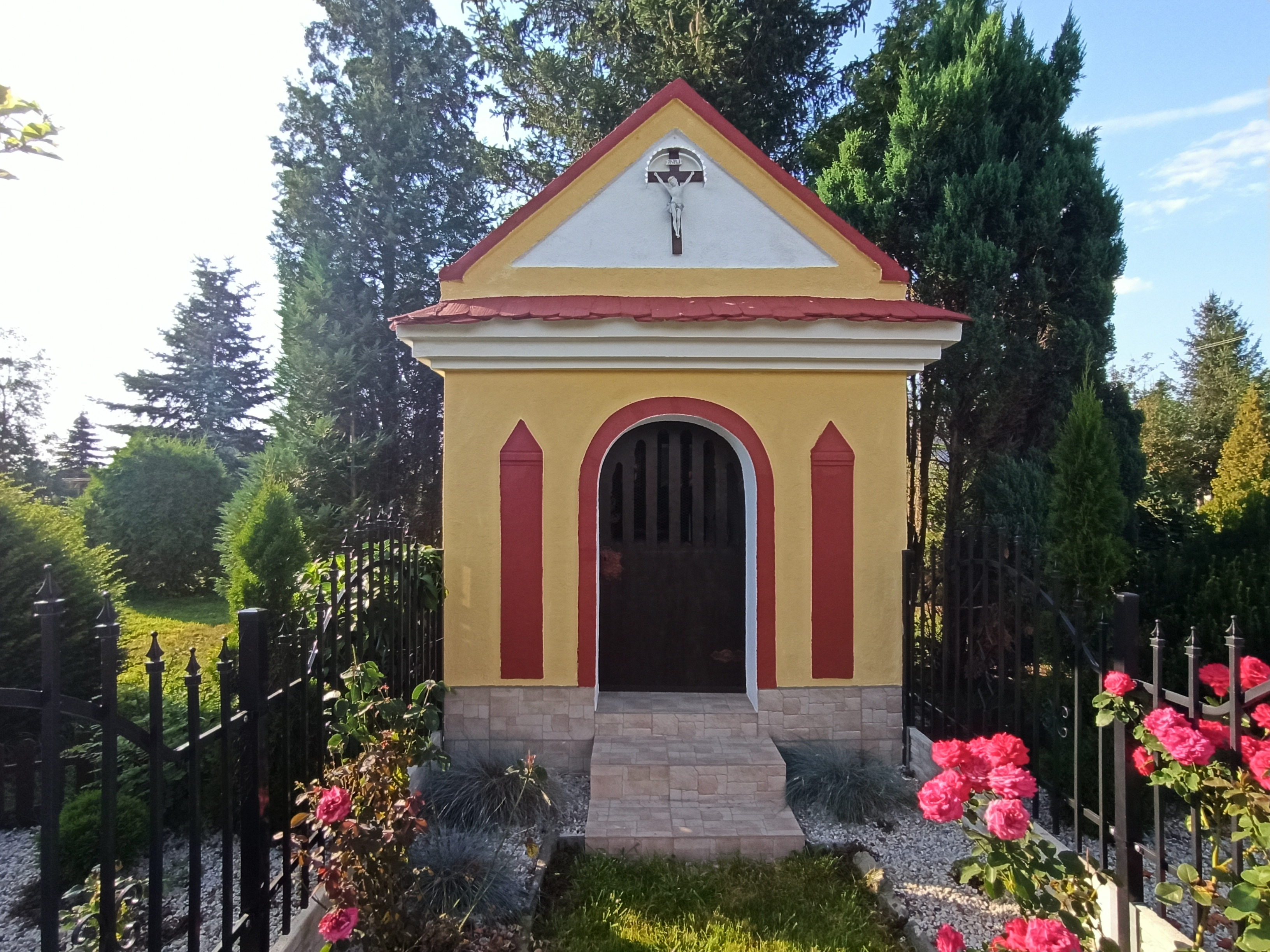
Kaple
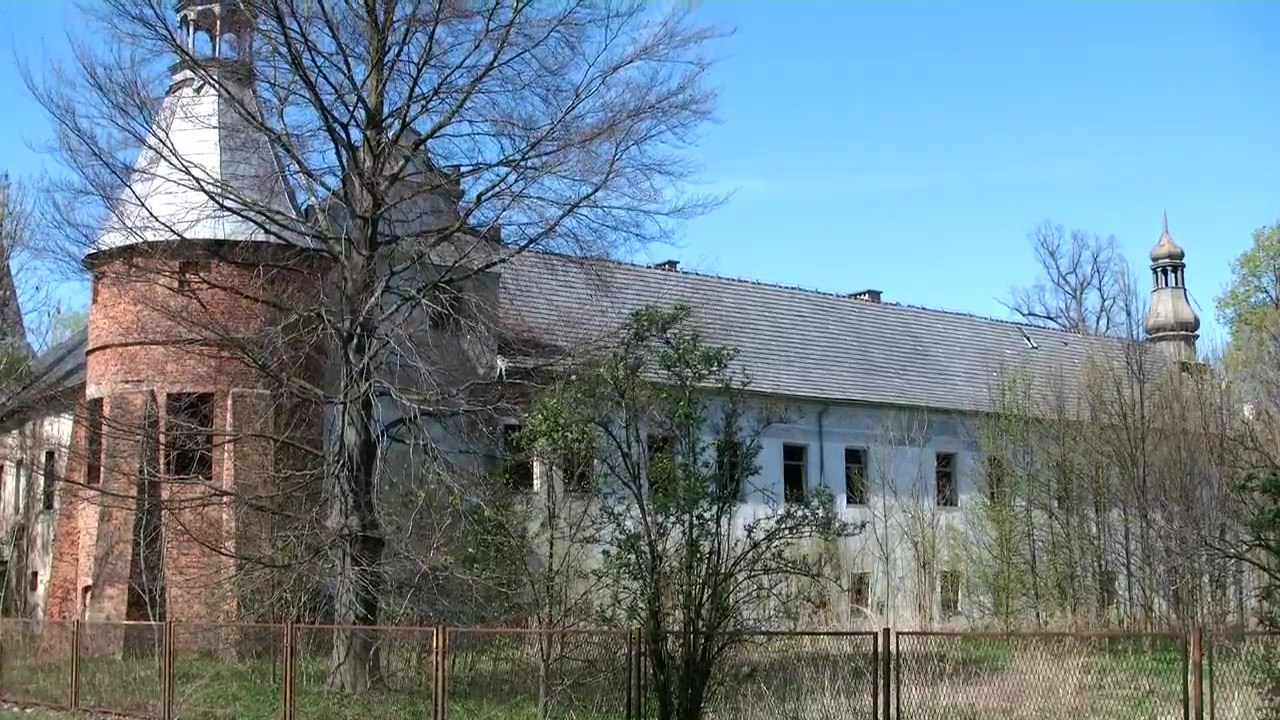
zámek
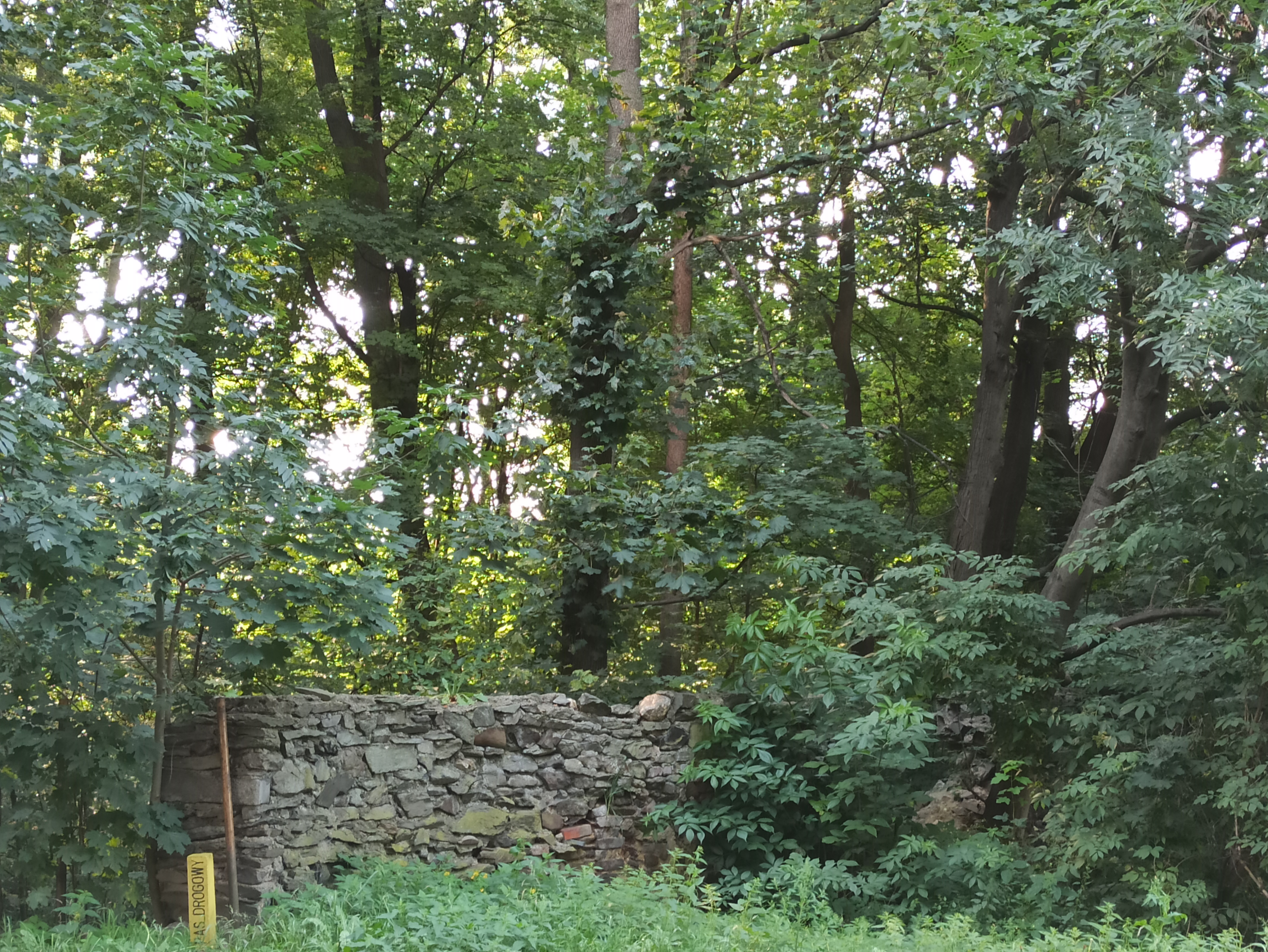
Park

## Rodáci
- Dietrich von Choltitz (1894–1966), generál pěchoty, poslední guvernér Paříže během druhé světové války